# Gottmik
Gottmik, nombre artístico de Kade Gottlieb, es un drag queen y maquillador estadounidense que se convirtió en el primer hombre trans en competir en el concurso televisivo RuPaul's Drag Race, apareciendo en la decimotercera temporada, donde fue uno de los finalistas.

## Biografía
Gottlieb nació en Arizona y se crio en el seno de una familia conservadora en Scottsdale, donde asistió a una escuela católica. Comenzó a experimentar con el arte drag a los dieciocho años. Después de la escuela secundaria, siguió una carrera en la industria de la moda mudándose a Los Ángeles, donde hizo su transición y desarrolló sus habilidades en cosméticos y drag. Obtuvo un título en desarrollo de productos del Fashion Institute of Design & Merchandising.

## Carrera profesional
Gottlieb ha maquillado a Cindy Crawford, Todrick Hall, Paris Hilton, Heidi Klum, Adam Lambert, French Montana, y Tinashe, así como a los concursantes de Drag Race Alaska Thunderfuck, Detox, Gia Gunn, Shangela, Violet Chachki y Willam. Su trabajo, descrito por Rose Dommu de la revista OUT como 'muy conceptual llegando a lo urbano', ha aparecido en las revistas Flaunt, Nylon y Paper. Maquilló a Amanda Lepore y Pabllo Vittar para sus portadas en Gay Times. En 2020, Gottlieb hizo el maquillaje de Lil Nas X para celebrar Halloween cuando se disfrazó como Nicki Minaj.
En 2021, se convirtió en el primer hombre trans en competir en RuPaul's Drag Race, apareciendo en la decimotercera temporada. Cosmopolitan invitó a Gottlieb a demostrar cómo se transforma.  Gottmik lanzó un canal de YouTube en enero de 2021, habiendo aparecido anteriormente en los canales Gigi Gorgeous, Pearl y World of Wonder. Gottmik apareció en la portada de Attitude para su edición April Style en 2021. Ese mismo año, Gottlieb firmó con la gestión de talentos de Voss Events y viajará por los Estados Unidos con el show de drag drive-in compatible con la pandemia COVID-19 de Voss, Drive 'N Drag Saves 2021. También se unirá a la gira europea 2022 de Voss, Rupaul's Drag Race Werq the World.
En 2023, junto a Violet Chachki participó en los Grammy acompañando a Sam Smith y Kim Petras con su sencillo "Unholy".

## Vida personal
Rose Dommu ha descrito Gottlieb como "alguien transmasculino que hace drag de estilo muy femenino". Gottlieb usa ella como pronombre para interpretar a Gottmik. En 2021, Nina Bo'nina Brown fue acusada de hacer comentarios transfóbicos sobre Gottlieb, lo que llevó a varios concursantes de Drag Race a defender a este último, incluidos Denali y Jan Sport, así como Bimini Bon-Boulash y Crystal de RuPaul's Drag Race UK.
Gigi Gorgeous es una de las mejores amigas de Gottlieb; los dos han aparecido en portadas de revistas y han lanzado productos juntos. Gorgeous ayudó a financiar la reconstrucción del pecho de Gottlieb.

## Filmografía
| Año  | Título                                                  | Papel       | Notas                           | Ref    |
| ---- | ------------------------------------------------------- | ----------- | ------------------------------- | ------ |
| 2021 | RuPaul's Drag Race                                      | Concursante | Temporada 13 (3.er / 4.º lugar) |        |
| 2021 | RuPaul's Drag Race: Untucked                            | Concursante | Temporada 13                    |        |
| 2021 | RuPaul's Drag Race: Corona Can't Keep a Good Queen Down | Él mismo    | Especial independiente          | [ 12 ] |